# Intel i960
De Intel i960 was een embedded processor van Intel. Deze processoren werden onder andere gebruikt in modems van Alcatel. Het was een singlecore-processor waarbij de kloksnelheid varieerde afhankelijk van het model tussen 10 MHz en 100 MHz. De processor werd geproduceerd van 1984 tot de late jaren 90.